# Pădurea Pietrosu

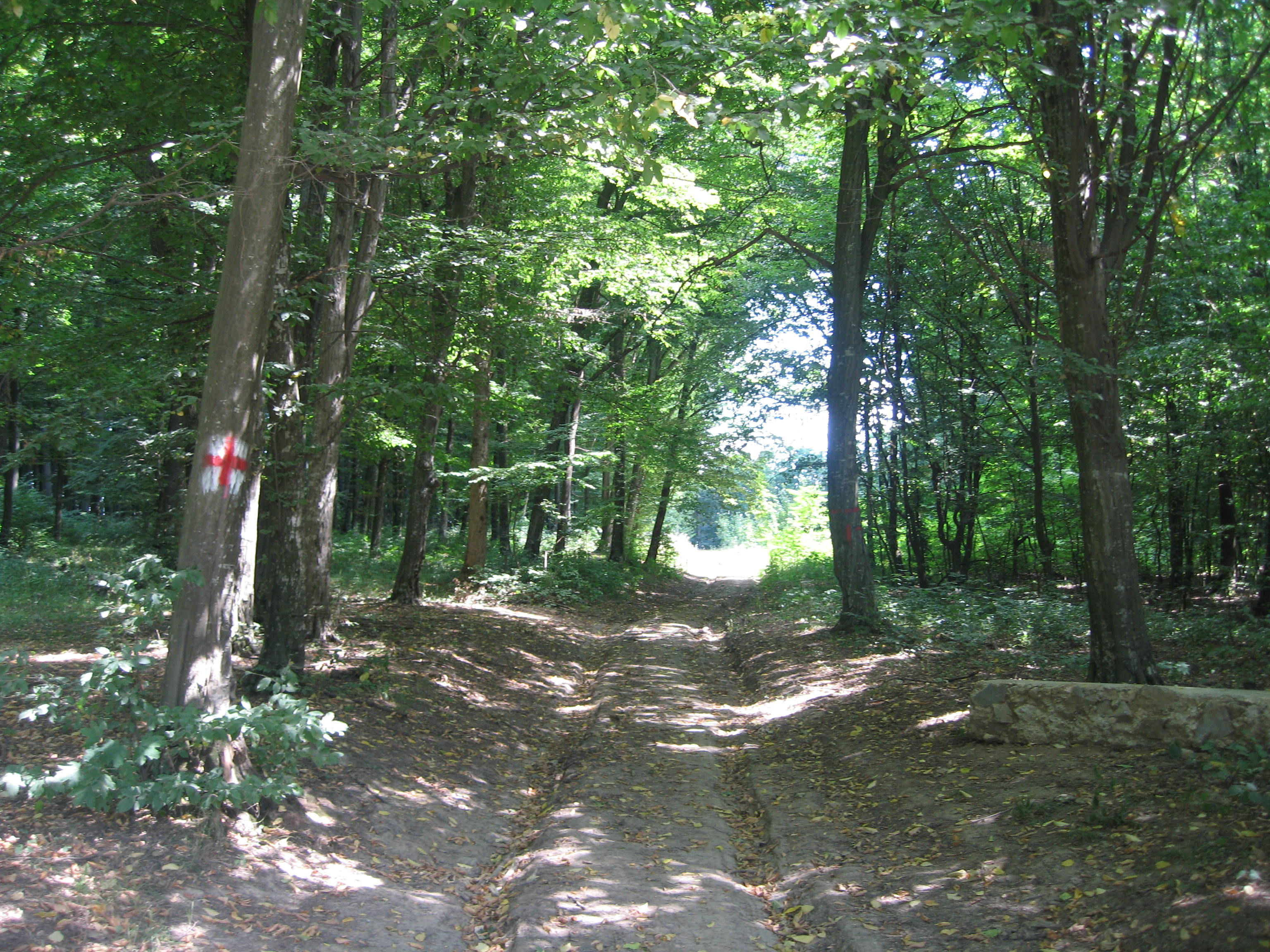
Rezervaţia Pădurea Pietrosu

Pădurea Pietrosu este o arie protejată  de interes științific național ce corespunde categoriei a IV-a IUCN (rezervație naturală, tip forestieră), situată pe teritoriul județului Iași, în comuna Dobrovăț. Ea se află la 25 km sud de municipiul Iași, pe drumul spre Mănăstirea Dobrovăț, și se întinde pe o suprafață de 83,00 hectare.
Pădurea Pietrosu a fost declarată rezervație prin Hotărârea Consiliului Județean Iași nr. 8/1994. În prezent, statutul său este reglementat prin Legea nr.5 din 6 martie 2000 privind aprobarea Planului de amenajare a teritoriului național - Secțiunea a III-a - zone protejate . Rezervația se află în administrarea Ocolului Silvic Dobrovăț și se ocrotește șleaul de deal cu fag, carpen și tei argintiu. 
Speciile de fag (Fagus taurica și Fagus orientalis), carpen și tei argintiu (Tilia tomentosa) cu vârsta cuprinsă între 100–150 ani, caracteristică Podișului Central Moldovenesc. 

## Imagini

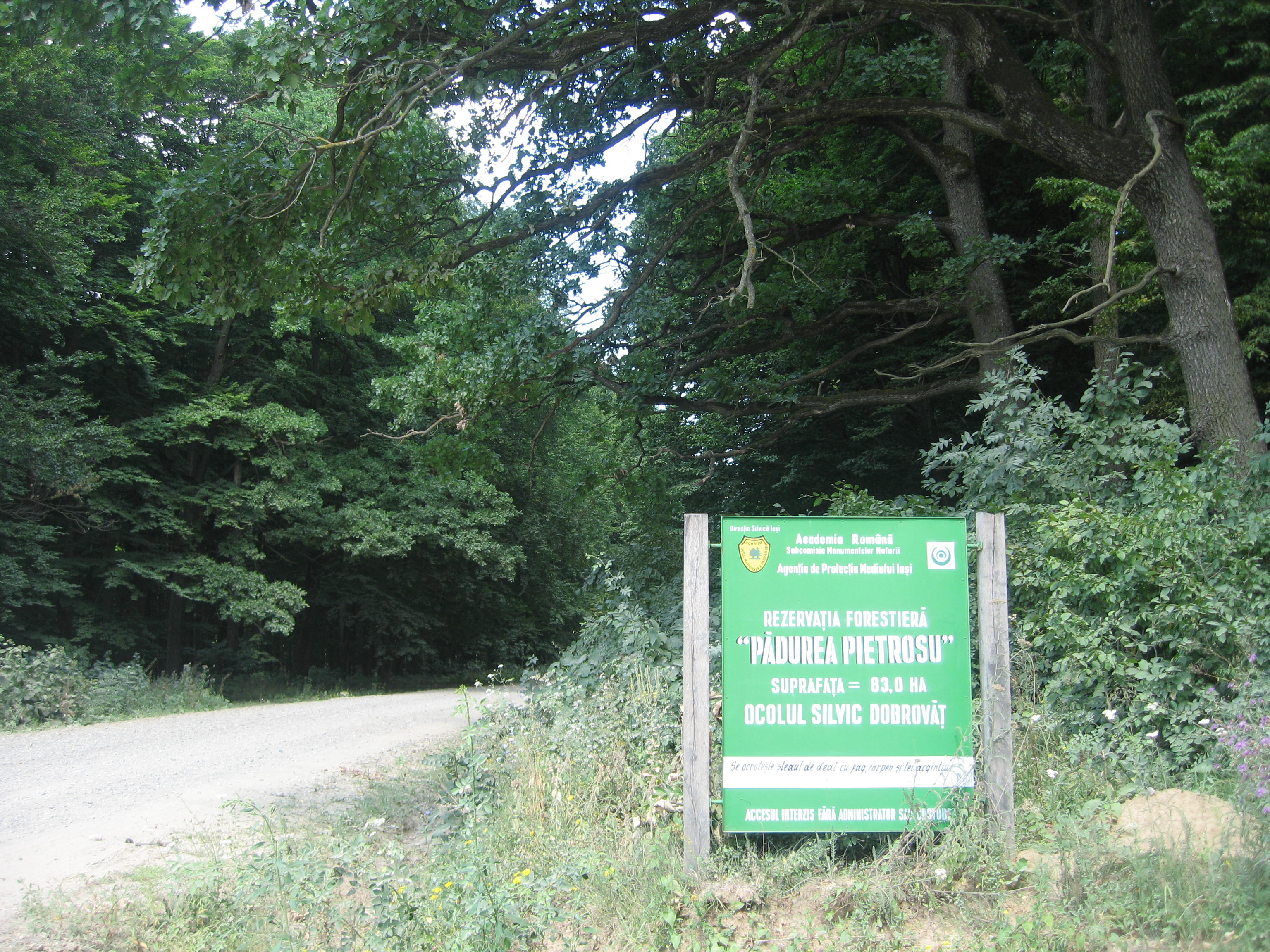
Placa de pe marginea drumului
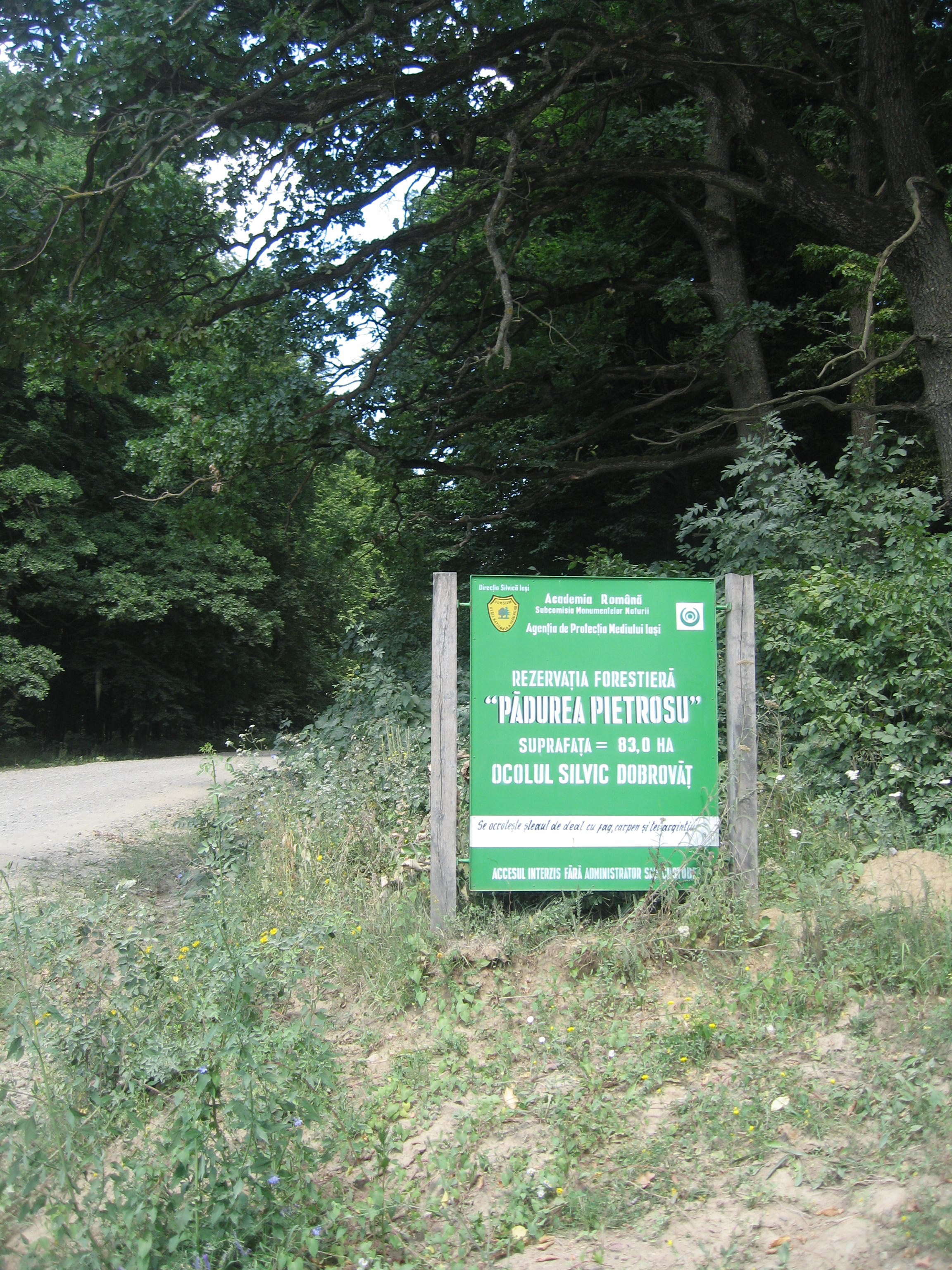
Placa care indică că ne aflăm în rezervaţie
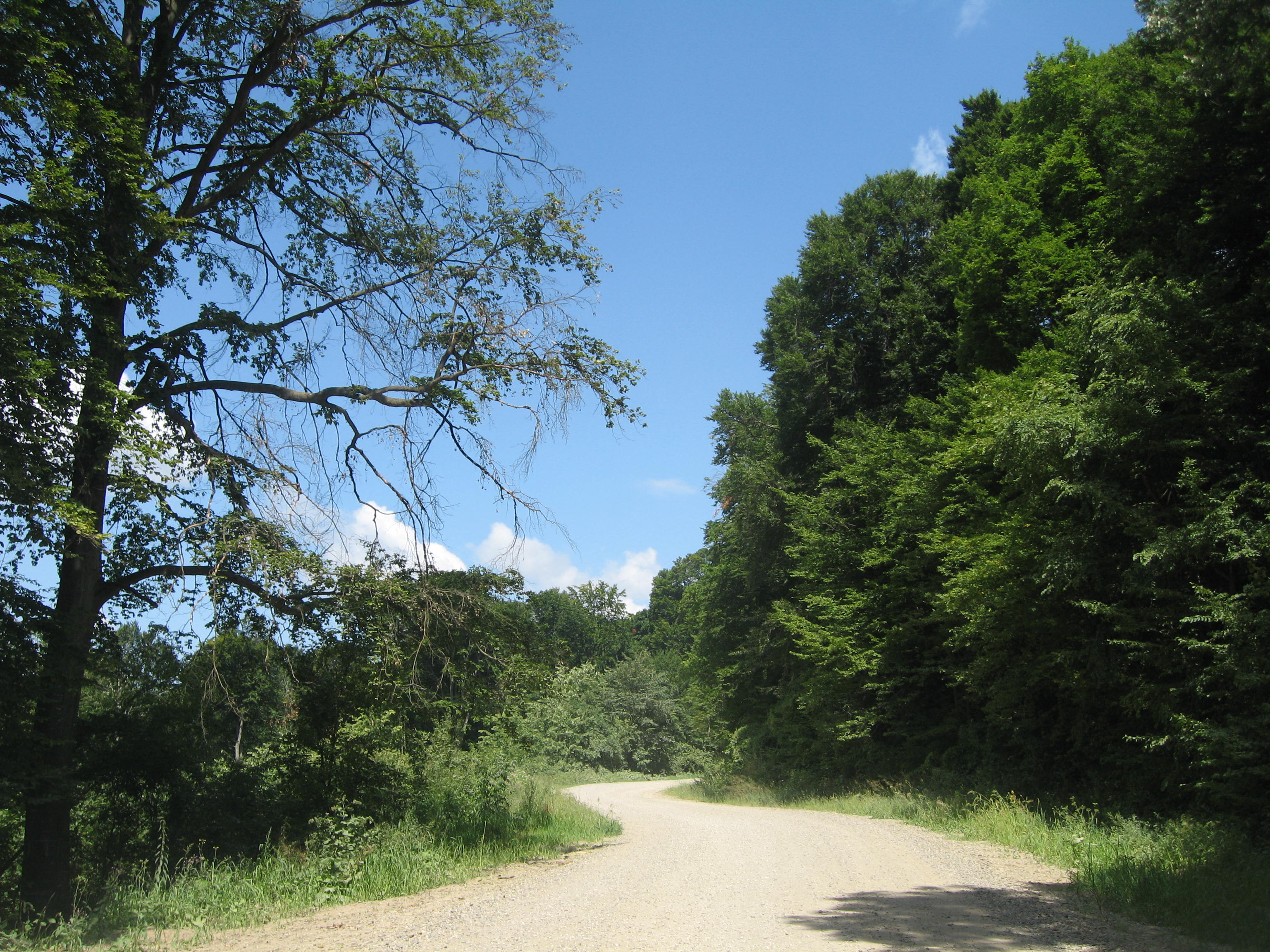
Drum prin pădure
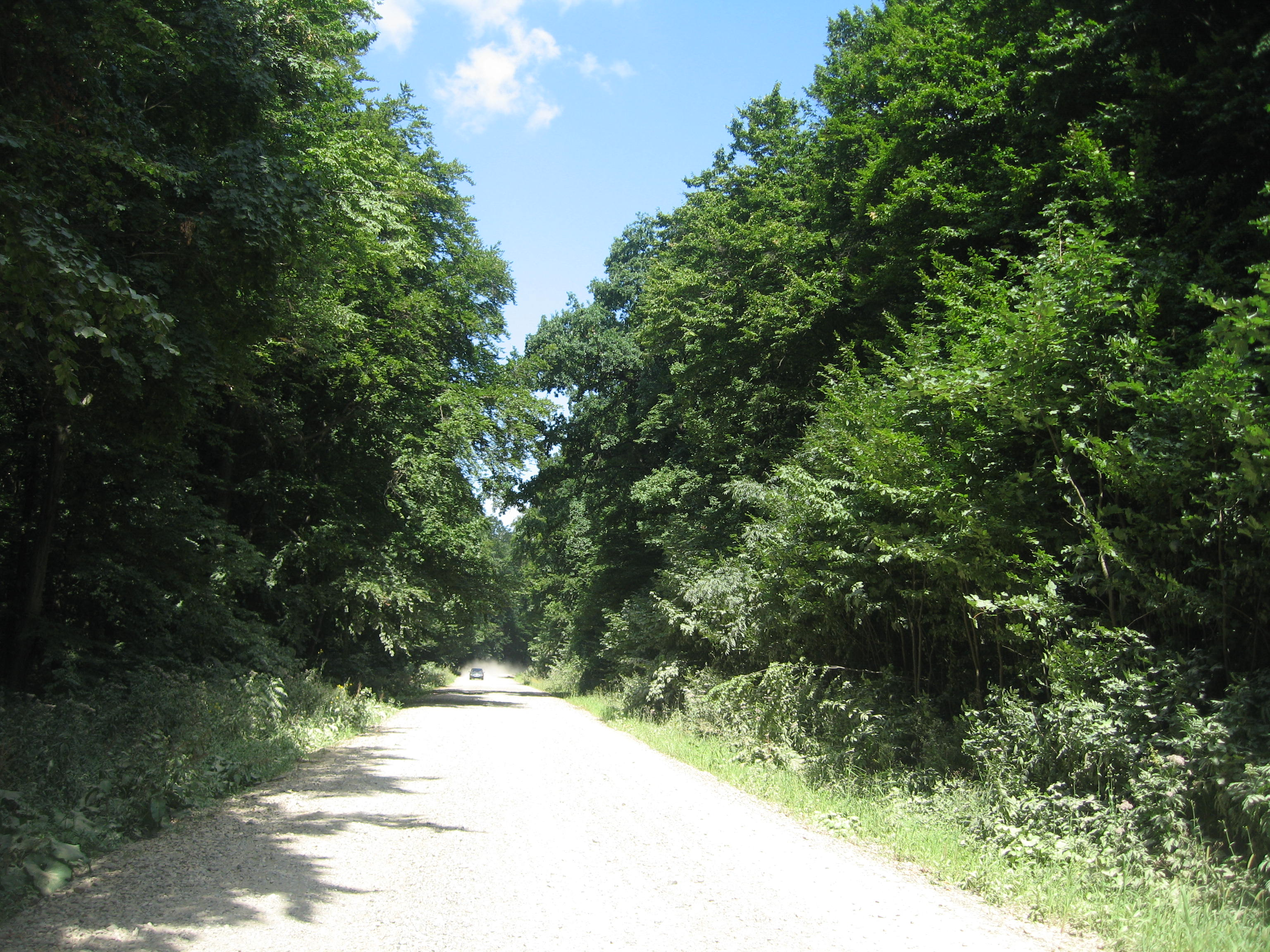
Drum prin pădure
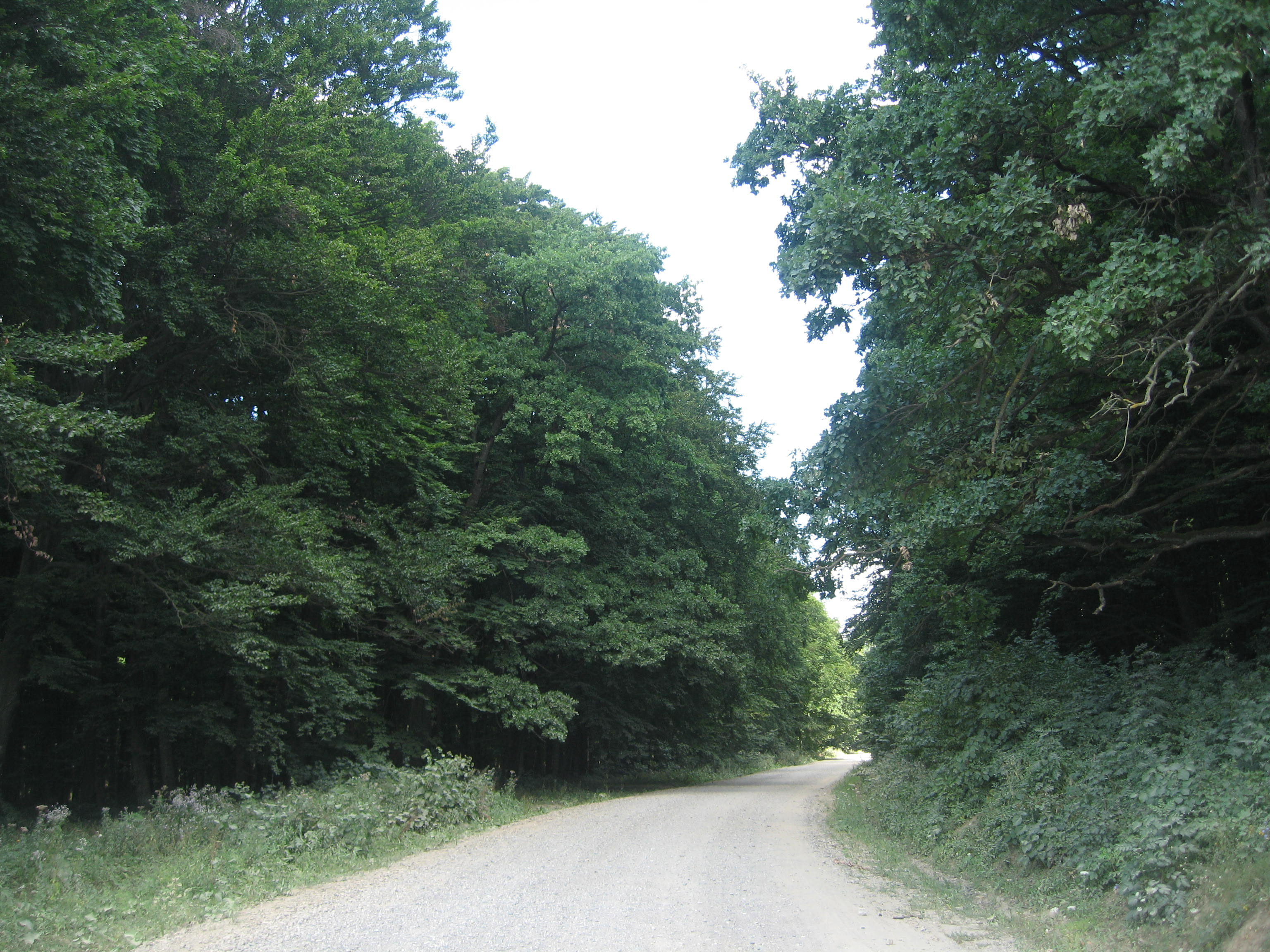
Drum prin pădure
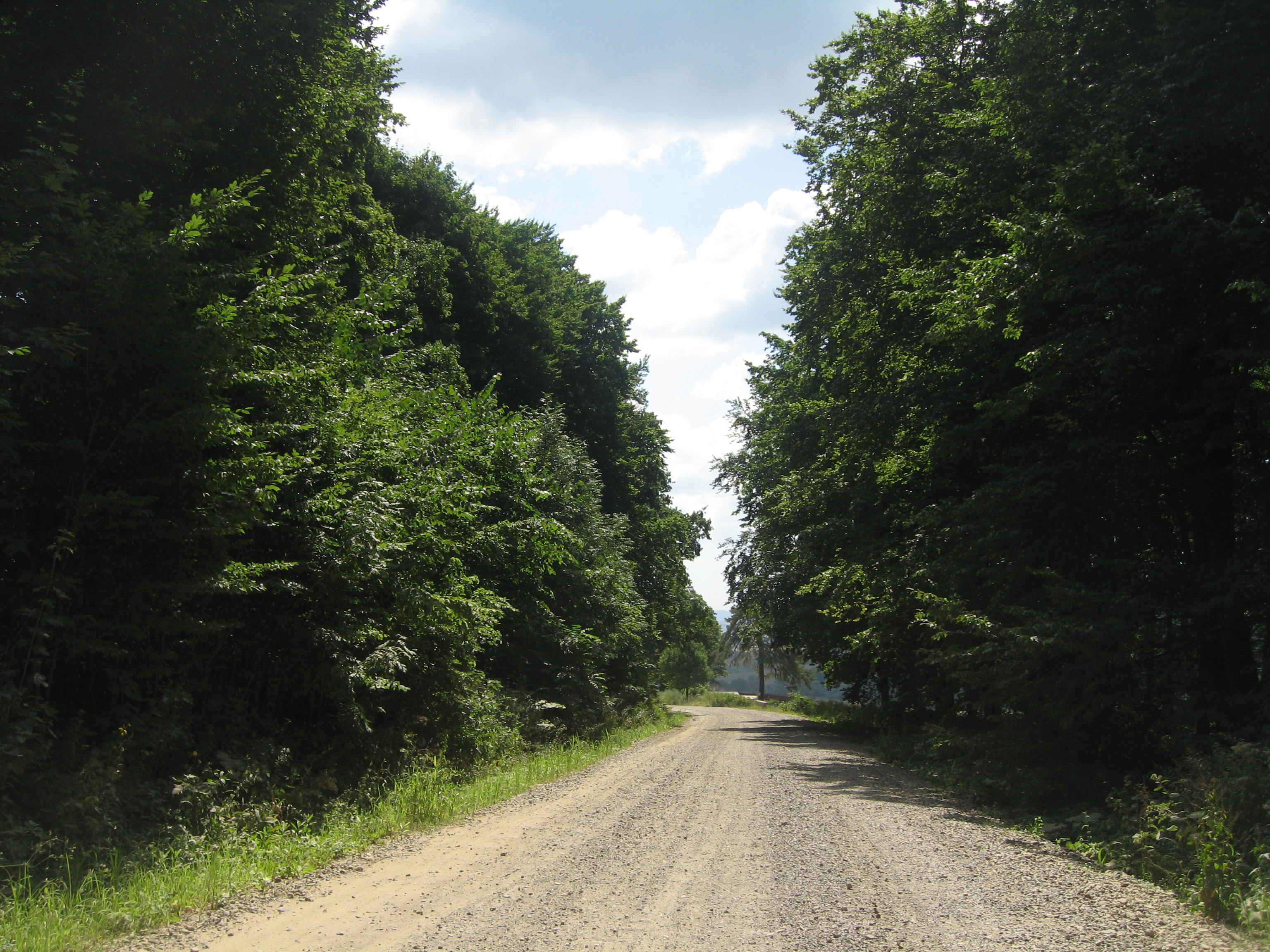
Drum prin pădure
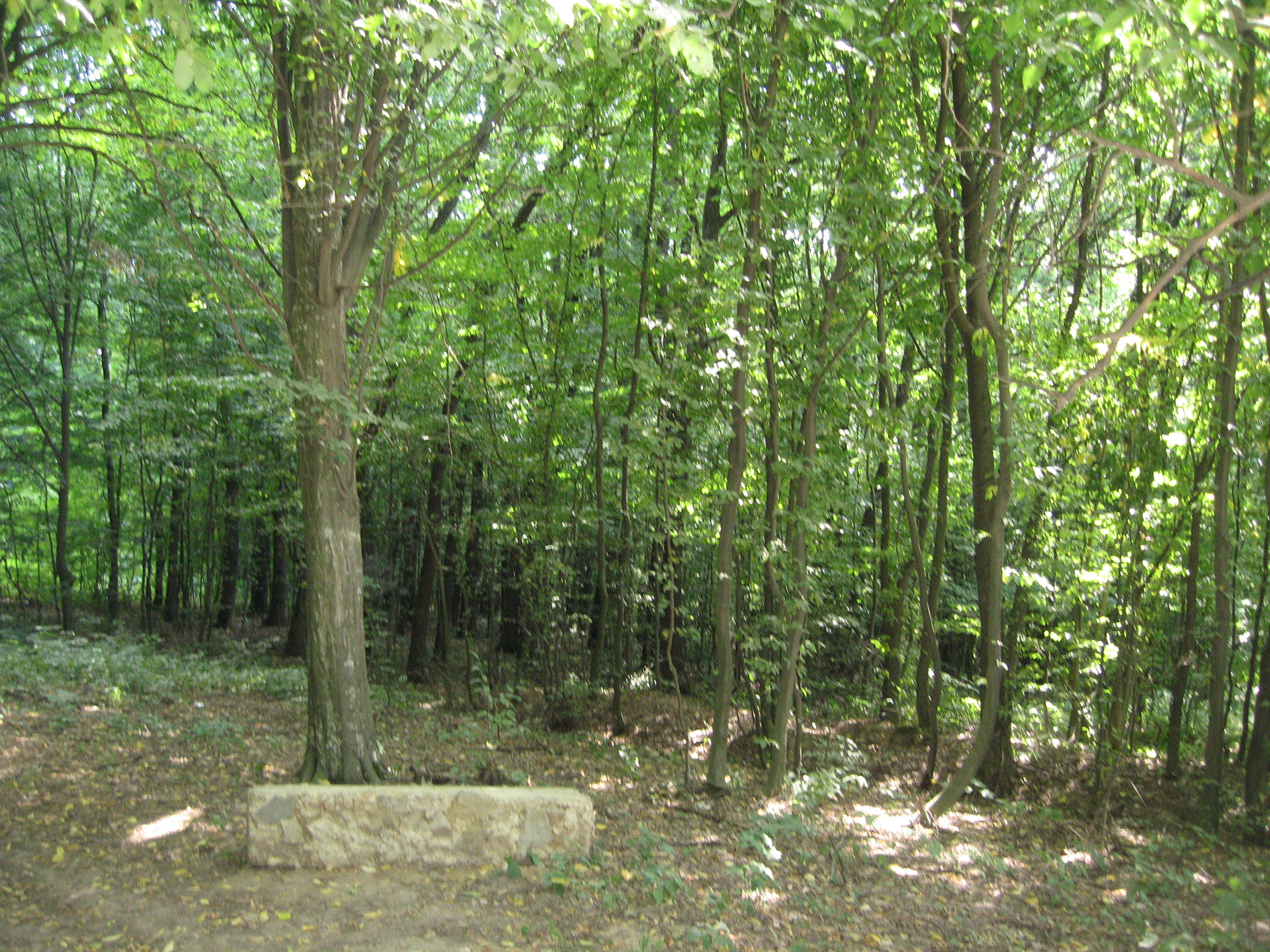
Arbori
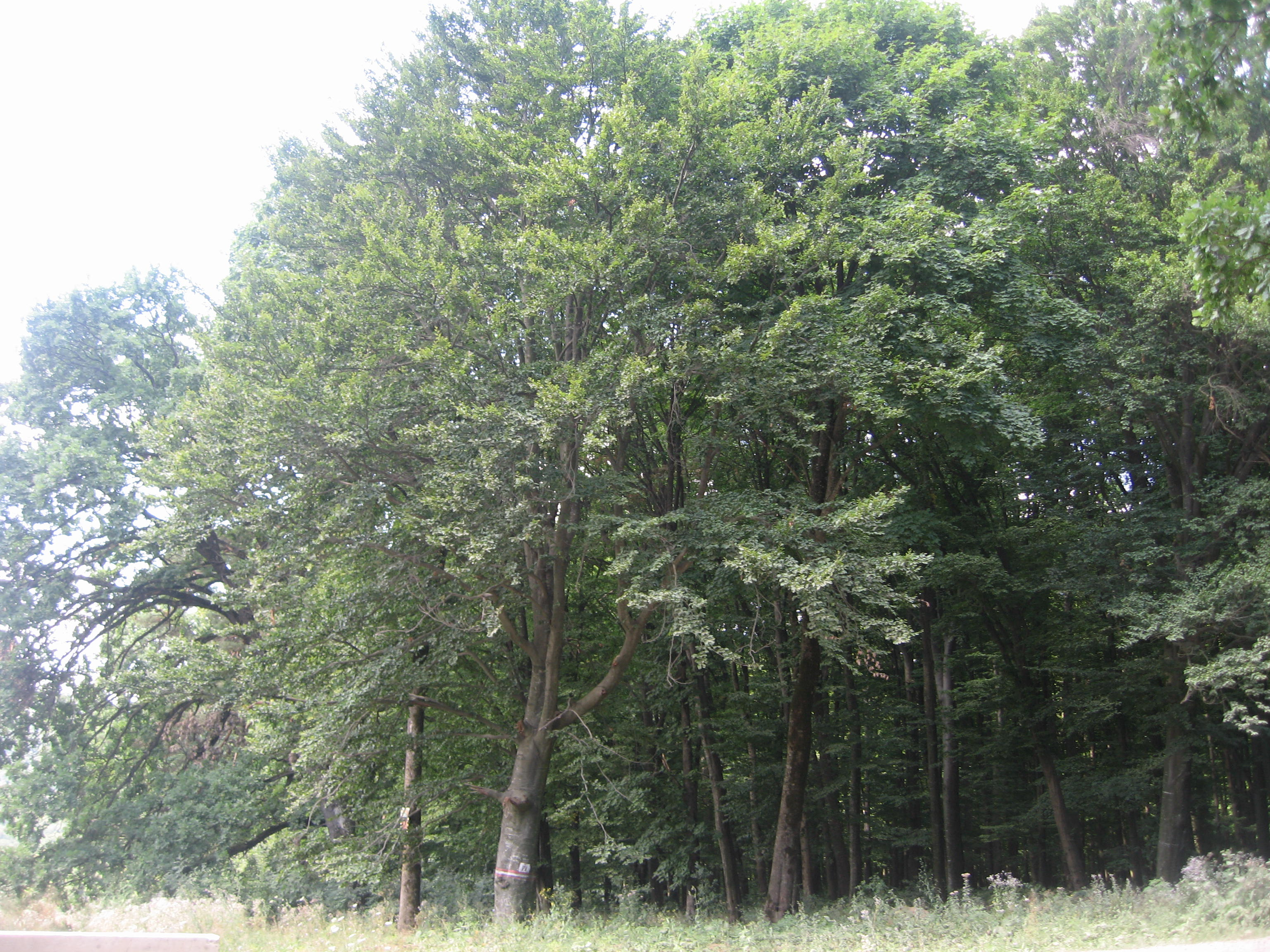
Arbori